# Csobotfalva

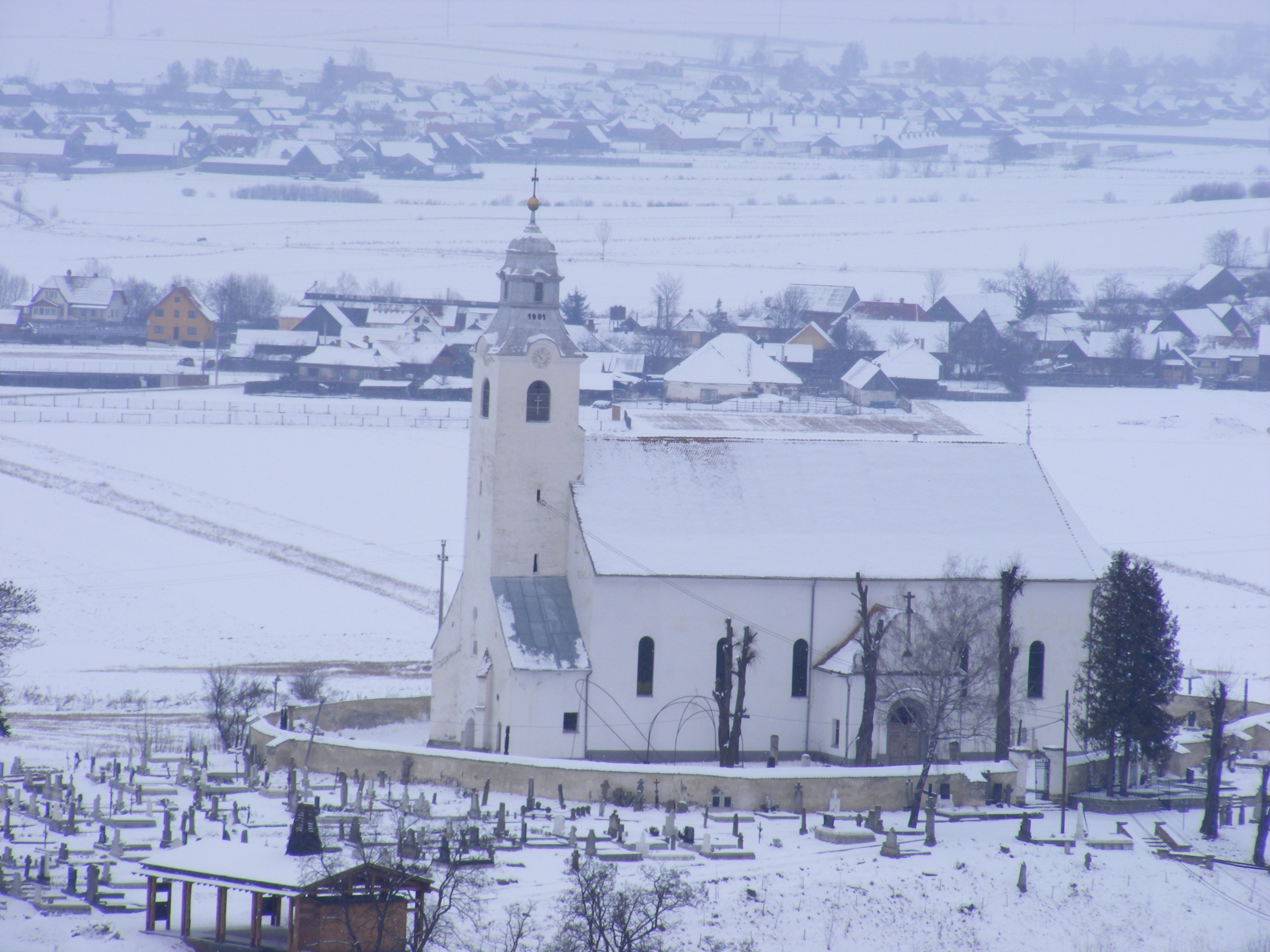
A csobotfalvi római katolikus templom

Csobotfalva (románul Cioboteni) Csíkszereda település része Romániában Hargita megyében. 1941-ben Csíksomlyóhoz, majd 1959-ben annak részeként Csíkszeredához csatolták.

## Nevének eredete
Neve a bolgár-szláv eredetű Csobod nemzetségnévből származhat.

## Története
1333-ban Sumbov néven említik először. A Szent Péter plébániatemplom helyén egykor Árpád-kori templom állott, melyet a 15. században gótikus stílusban újjáépítettek, majd 1800 és 1817 között nyerte el mai neobarokk alakját. A falu határában a Nagysomlyó kisebbik csúcsán állt egykor a régi somlyói kolostor, melynek falait és sáncait Orbán Balázs még látta. A nagyobbik csúcson az egykori Sóvár terjedelmes romjai láthatók. A vár és a kolostor a tatárjáráskor pusztulhatott el. A kolostor kápolnája Szent Lukács tiszteletére volt szentelve, ez a 16. században még állott. A település A trianoni békeszerződésig Csík vármegye Felcsíki járásához tartozott.
1910-ben 421 lakosa volt, ebből 395 magyar és 26 cigány. Népszámlálási adatait még 1966-ban is külön vették Csíkszeredától, ekkor 390 lakták, melyből 387 magyar, 3 román volt.

## Híres emberek
- A falu temetőjében nyugszik Madár Imre a márciusi ifjak egyike, 1848-ban Táncsics egyik kiszabadítója.

## Borvízforrások és népi fürdő
- Kerekeger feredő